# Joaquín Gómez Bas
Joaquín Gómez Bas (Cangas de Onís, Asturias, España, 26 de mayo de 1907 - Buenos Aires, Argentina, 1984) fue un escritor, pintor y guionista de cine español, que residió en la Argentina. Fue miembro de la Academia Porteña del Lunfardo.

## Biografía
Nacido en Asturias, España, se radicó en la Argentina donde realizó su obra. Como escritor sus novelas recibieron importantes premios. Su novela "Barrio gris" fue llevada al cine en 1954, escribiendo también el guion, resultando premiada como mejor película del año (Premios Cóndor de Plata).
Colaboró en la adaptación del cuento Hombre de la esquina rosada de Jorge Luis Borges para la película del mismo nombre dirigida por René Mugica; y con Mario Soffici en la adaptación de su novela Oro bajo para su versión fílmica. Su primera exposición como pintor fue realizada en 1958 y varias de sus obras se encuentran en museos argentinos. En 1984 recibió el Premio Konex.

## Obra
- "Barrio gris", novela, 1952.
- "Oro bajo", novela, 1957.
- "La Comparsa", 1965.
- "La Gotera".
- "La Resaca", 1969.
- "La Guitarra", 1970.
- "Faroles en la niebla", poesía.
- "Birlibirloque", poesía.
- "La tarántula ciega", poesía.
- "Suburbio", cuentos, 1982.
- "El cocodrilo" (cuento), publicado en el Diario La Prensa (1971).

## Premios
- Medalla de Oro de la Comisión Nacional de Cultura por "Barrio Gris", 1954.
- Premio Cóndor de Plata a la mejor película y al mejor guion adaptado del año por "Barrio gris", 1954.
- Premio de la Feria del Libro de Mendoza por "La Comparsa", 1965.
- Primer Premio Regional por "La Resaca", 1970.